# Finnischer Fußballpokal 1974
Der Finnische Fußballpokal 1974 (finnisch Suomen Cup 1974) war die 20. Austragung des finnischen Pokalwettbewerbs. Er wurde vom finnischen Fußballverband ausgetragen. Das Finale fand am 6. Oktober 1974 im Olympiastadion Helsinki statt. 
Pokalsieger wurde Titelverteidiger Lahden Reipas. Das Team setzte sich im Finale gegen Oulun Työväen Palloilijat mit 1:0 durch und qualifizierte sich damit für den Europapokal der Pokalsieger.
Alle Begegnungen wurden in einem Spiel ausgetragen. Bis einschließlich Viertelfinale wurde bei unentschiedenem Ausgang das Spiel um zweimal 15 Minuten verlängert. Stand danach kein Sieger fest, folgte ein Elfmeterschießen. Ab dem Halbfinale wurde dagegen das Spiel auf des Gegners Platz wiederholt. Bis zur 2. Runde hatten unterklassige Teams Heimrecht.

## Teilnehmende Teams
Für die erste Hauptrunde waren 24 Vereine der ersten und zweiten Liga direkt qualifiziert. Dazu kamen 40 Mannschaften ab der dritten Liga abwärts, die nach drei Qualifikationsrunden startberechtigt waren.
| Veikkausliiga (12) | I divisioona (12) | II divisioona (17) |
| --- | --- | --- |
| - Haka Valkeakoski - HJK Helsinki - Ilves-Kissat Tampere - Kokkolan Palloveikot - Kuopion Pallotoverit - Kuopion PS - Kuusysi Lahti - Lahden Reipas - Mikkelin Palloilijat - Mikkelin Pallo-Kissat - Oulun Työväen Palloilijat - Turku PS | - Gamlakarleby BK - Helsingfors IFK - Helsingin Palloseura - Helsingin Ponnistus - Kajaanin Palloilijat - Kronohagens IF - Myllykosken Pallo -47 - Oulun Palloseura - Seinäjoen PS - TaPa Tampere - Turun Toverit - Vaasan PS | - Grankulla IFK - Jämsänkosken Ilves - FF Jaro - Kotkan Työväen Palloilijat - Kuopion Elo - Loviisan Tor - Oulun Luistinseura - Peli-Karhut Jalkapallo - Porin Ässät - Rauman Pallo - Rovaniemi PS - Salon Vilpas - Savonlinnan TP - Turun Pyrkivä - Turun Weikot - Vaasan Sport - Voikkaan Pallo-Peikot |
| III divisioona (19) | III divisioona (19) | IV divisioona (4) |
| - Eleven Lahti - IF Finströmskamraterna - Helsingin Pallo-Pojat - Joutsenon Kullervo - Karelian Pallo - Käpylän Pallo - BK-46 Karis - Kemin Palloseura - Kontulan Urheilijat - Maunulan Pallo                                             | - IF Kraft Närpes - Lapuan Virkiä - Puotinkylän Valtti - Pallo-Sepot 44 - Salon Palloilijat - Savon Pallo - PP-70 Tampere - Vantaan Pallo-70 - Ykspihlajan Reima                                                              | - Haapamäen Kerho - Jyväskylän Palloilijat - Sääksjärven Loiske - Varkauden Työväen Palloilijat |

## 1. Runde
|                               | Ergebnis  |                            |
| ----------------------------- | --------- | -------------------------- |
| IF Finströmskamraterna        | 1:3       | Salon Vilpas               |
| Kajaanin Palloilijat          | 1:2       | Kuopion Pallotoverit       |
| Kontulan Urheilijat           | 4:5 n. V. | Helsingfors IFK            |
| Turun Weikot                  | 4:1       | Turun Toverit              |
| BK-46 Karis                   | 0:2       | Porin Ässät                |
| Eleven Lahti                  | 5:3 n. V. | Käpylän Pallo              |
| Grankulla IFK                 | 0:6       | Turku PS                   |
| Harjamäen Kerho               | 0:5       | Kuopion Elo                |
| Loviisan Tor                  | 0:1 n. V. | Lahden Reipas              |
| FF Jaro                       | 1:5       | Oulun Työväen Palloilijat  |
| Joutsenon Kullervo            | 3:2       | Kotkan Työväen Palloilijat |
| Jyväskylän Palloilijat        | 1:2       | TaPa Tampere               |
| Jämsänkosken Ilves            | 0:3       | Kokkolan Palloveikot       |
| Karelian Pallo                | 0:2       | Mikkelin Pallo-Kissat      |
| Kemin Palloseura              | 0:3       | Gamlakarleby BK            |
| IF Kraft Närpes               | 0:1       | Ilves-Kissat Tampere       |
| Lapuan Virkiä                 | 1:0       | Vaasan Sport               |
| Oulun Luistinseura            | 2:0       | Seinäjoen PS               |
| Helsingin Pallo-Pojat         | 0:2       | Voikkaan Pallo-Peikot      |
| Pallo-Sepot 44                | 1:2       | Helsingin Palloseura       |
| Peli-Karhut Jalkapallo        | 2:0       | Kuusysi Lahti              |
| PP-70 Tampere                 | 0:5       | HJK Helsinki               |
| Puotinkylän Valtti            | 4:1       | Maunulan Pallo             |
| Rovaniemi PS                  | 0:2       | Oulun Palloseura           |
| Salon Palloilijat             | 2:1       | Rauman Pallo               |
| Savon Pallo                   | 0:8       | Kuopion PS                 |
| Savonlinnan TP                | 2:4 n. V. | Myllykosken Pallo -47      |
| Sääksjärven Loiske            | 1:4       | Haka Valkeakoski           |
| Turun Pyrkivä                 | 6:0       | Kronohagens IF             |
| Vantaan Pallo-70              | 1:2       | Helsingin Ponnistus        |
| Varkauden Työväen Palloilijat | 1:2 n. V. | Mikkelin Palloilijat       |
| Ykspihlajan Reima             | 0:1       | Vaasan PS                  |

## 2. Runde
|                        | Ergebnis  |                           |
| ---------------------- | --------- | ------------------------- |
| Salon Palloilijat      | 1:7       | Helsingin Ponnistus       |
| Puotinkylän Valtti     | 0:1 n. V. | HJK Helsinki              |
| Eleven Lahti           | 0:2       | Lahden Reipas             |
| Joutsenon Kullervo     | 0:8       | Mikkelin Pallo-Kissat     |
| Mikkelin Palloilijat   | 0:5       | Kuopion PS                |
| Oulun Palloseura       | 1:4       | Oulun Työväen Palloilijat |
| Voikkaan Pallo-Peikot  | 0:1       | Myllykosken Pallo -47     |
| Turun Weikot           | 3:6       | Helsingfors IFK           |
| Lapuan Virkiä          | 0:4       | Haka Valkeakoski          |
| Vaasan PS              | 0:2       | Kokkolan Palloveikot      |
| Kuopion Elo            | 1:5       | Kuopion Pallotoverit      |
| Oulun Luistinseura     | 5:4 n. V. | Gamlakarleby BK           |
| Salon Vilpas           | 1:2       | Turku PS                  |
| Porin Ässät            | 0:3       | Turun Pyrkivä             |
| Peli-Karhut Jalkapallo | 2:1       | Helsingin Palloseura      |
| TaPa Tampere           | 0:1       | Ilves-Kissat Tampere      |

## 3. Runde
|                           | Ergebnis  |                      |
| ------------------------- | --------- | -------------------- |
| Peli-Karhut Jalkapallo    | 3:1       | Oulun Luistinseura   |
| HJK Helsinki              | 0:3       | Lahden Reipas        |
| Ilves-Kissat Tampere      | 1:0       | Turku PS             |
| Kuopion Pallotoverit      | 0:5       | Kokkolan Palloveikot |
| Mikkelin Pallo-Kissat     | 2:1       | Haka Valkeakoski     |
| Myllykosken Pallo -47     | 1:9       | Kuopion PS           |
| Oulun Työväen Palloilijat | 5:3 n. V. | Helsingin Ponnistus  |
| Helsingfors IFK           | 1:3       | Turun Pyrkivä        |

## Viertelfinale
|                           | Ergebnis              |                        |
| ------------------------- | --------------------- | ---------------------- |
| Lahden Reipas             | 3:2                   | Mikkelin Pallo-Kissat  |
| Turun Pyrkivä             | 6:2                   | Peli-Karhut Jalkapallo |
| Kuopion PS                | 0:0 n. V. (4:5 i. E.) | Kokkolan Palloveikot   |
| Oulun Työväen Palloilijat | 5:1                   | Ilves-Kissat Tampere   |

## Halbfinale
|                           | Ergebnis |                      |
| ------------------------- | -------- | -------------------- |
| Lahden Reipas             | 6:0      | Turun Pyrkivä        |
| Oulun Työväen Palloilijat | 3:2      | Kokkolan Palloveikot |

## Finale
| Paarung       | Lahden Reipas – Oulun Työväen Palloilijat |
| Ergebnis      | 1:0 (0:0) |
| Datum         | 6. Oktober 1974 |
| Stadion       | Olympiastadion, Helsinki |
| Zuschauer     | 4.866 |
| Tore          | 1:0 Matti Sandberg (70.) |
| Lahden Reipas | Eingesetzte Spieler: Harri Holli – Timo Kautonen, Pekka Kosonen, Mikko Kautonen, Markku Repo, Urho Partanen, Raimo Hukka, Pertti Jantunen, Olavi Litmanen, Harri Toivanen, Seppo Nordman, Matti Sandberg, Jorma Salonen. |